# Chris Schuler
Chris Schuler, né le 6 septembre 1987 à Saint-Louis dans le Missouri, est un joueur américain de soccer évoluant au poste de défenseur .

## Biographie
Schuler est repêché en 39e position par le Real Salt Lake lors de la MLS SuperDraft 2010.
Il fait ses débuts en professionnel le 2 juin 2010 contre le DC United en Lamar Hunt US Open Cup (défaite 1-2).